# Helena Demuth
Helena Demuth (1 de janeiro de 1820 — 4 de novembro de 1890) foi uma militante socialista alemã. 
Segundo alguns autores, Karl Marx e ela tiveram um filho, Frederick Demuth (1851-1929). Friedrich Engels, que por razões legais assumiu a paternidade desse alegado filho extraconjugal de Marx, escreveu um  obituário afirmando as contribuições de Helena na vida e no pensamento de Karl Marx, assim como no apoio dado a Engels após a morte de Marx, em março de 1883, afirmando que o trabalho posterior ao falecimento de Marx se deveu em muito ao suporte de Helena. O historiador Terrell Carver considera que a paternidade de Marx não corresponde à realidade histórica
Helena foi sepultada no mesmo túmulo que o redator do Manifesto Comunista e sua esposa, no  cemitério de Highgate em Londres.